# Berosus signaticollis
Berosus signaticollis is een keversoort die behoort tot de familie van de spinnende waterkevers (Hydrophilidae). De wetenschappelijke naam van de soort is gepubliceerd in 1825 door Toussaint von Charpentier. Hij plaatste de soort oorspronkelijk in het geslacht Hydrophilus.
Deze kevers zijn 4,2 tot 6 mm lang. Ze komen voor in het westelijk deel van het Palearctisch gebied. Ze zijn ook waargenomen in België en Nederland.